# 161 г. пр.н.е.
161 (сто шестдесет и първа) година преди новата ера (пр.н.е.) е година от доюлианския (Помпилийски) римски календар.

## Събития

### В Римската република
- Консули са Марк Валерий Месала и Гай Фаний Страбон.
- По предложение на консула Фаний е приет закон Lex Fannia sumptuaria, който въвежда ограничения за разходите давани за приеми или банкети и допустимия брой на поканени гости, особено по време на всенародните тържества и игри (ludi).[1]
- В Рим са представени пиесите на Теренций „Евнуси“ (по време на ludi Megalenses) и „Формио“ (по време на ludi Romani).[2]
- Философите и реторите са изгонени от Рим.[3]
- В Рим пристигат пратеници на Юда Макавей, които сключват договор с Републиката.[3]

### В Азия
- Деметрий II Сотер побеждава узурпатора Тимарх.[3]
- Юда Макавей побеждава селевкидския генерал Никанор.[3]

## Родени
- Клеопатра III, египетска царица (умряла 101 г. пр.н.е.)
- Деметрий II Никатор, владетел от династията на Селевкидите (умрял 125 г. пр.н.е.)

## Починали
- Никанор, селевкидски генерал
- Лаошан, шанюй на хунну